# Aïssatou Boiro
Aïssatou Boiro, née en 1954 à Koundara et morte assassinée par des hommes armés le 9 novembre 2012 à Conakry, est une haut fonctionnaire guinéenne.

## Biographie

### Vie privée
Elle est mariée à Ibrahima Boiro, professeur de biologie à l'université de Conakry, directeur du Centre d'étude et derRecherche en environnement (CERE) et président du Comité national de bioéthique de Guinée. Par décret présidentiel en date du 26 novembre 2012, il devient ministre de l'Environnement des Eaux et forêts. De leur union sont nés quatre enfants.

### Carrière professionnelle
Aïssatou Boiro est nommée directrice nationale du Trésor public de la République de Guinée par un décret du président Alpha Condé au début de l'année 2012. Elle joue un rôle décisif dans le démantèlement en mai 2012 d'un réseau qui avait tenté de détourner 13 milliards de francs guinéens (près de 1,5 million d'euros). Plusieurs cadres du ministère des Finances, du Trésor public et de la Banque centrale avaient alors été interpellés.
Elle est décrite par beaucoup comme une femme courageuse, intègre et incorruptible cherchant à mettre fin à la corruption aux plus hauts niveaux de l'État. Ayant reçu des menaces de mort, elle n'a pas bénéficié de mesures de protection particulière. Elle est seule avec son chauffeur, sans garde du corps, lorsqu'elle est tuée. « Elle est morte parce qu'elle refusait tout compromis entre l'intérêt public et les intérêts sordides des groupes mafieux » a déclaré le ministre des Finances Kerfalla Yansané.
L'assassinat d'Aïssatou Boiro a suscité une vive émotion en Guinée, le chef de l'État se déplaçant en personne dans la famille de la défunte. Le 13 novembre 2012 a été déclaré journée de deuil national en sa mémoire.
Cet assassinat a également suscité une émotion internationale et des condamnations du monde entier, notamment de l'ambassadeur de France en Guinée, Bertrand Cochery, du département d'État des États-Unis, du représentant du Fonds monétaire international (FMI) en Guinée et du représentant de l'Union européenne en Guinée.
L'ONG Human Rights Watch a également dénoncé et condamné cet assassinat. «Le meurtre d’Aïssatou Boiro est bien plus qu’une tragédie individuelle. [...] Le gouvernement ne devrait pas céder face à des actes d’intimidation liés à des affaires anticorruption. Ce meurtre affreux devrait plutôt soulever la nécessité d’intensifier la lutte contre la corruption qui, depuis des décennies, nuit au développement du pays et au respect des droits humains en Guinée », a déclaré Corinne Dufka, chercheuse senior sur l’Afrique de l’Ouest de Human Rights Watch.